# Petr Huděc
Petr Huděc (29. července 1940 Bílovec – 4. února 2005 tamtéž) byl český fotbalový a futsalový trenér. S československou reprezentací vybojoval zlaté medaile na Mistrovství Evropy ve fotbale hráčů do 16 let v roce 1990.
Věnoval se také futsalu, s klubem CC Jistebník se stal vítězem futsalové ligy v sezoně 2001/02. V roce 2001 s Jistebníkem zvítězil i ve futsalovém poháru ČMFS.
Za celoživotní zásluhy o rozvoj fotbalu obdržel Cenu Václava Jíry.

## Trenérská kariéra
V československé lize byl v sezonách 1984/85 a 1985/86 asistentem trenéra Josefa Kolečka v Baníku Ostrava (1984/85 společně s Miloslavem Bialkem). Trenérsky působil také v Bílovci, Novém Jičíně, Opavě a NH Ostrava.